# Cómo casarse en siete días
Cómo casarse en siete días  es una película cómica española de 1971, dirigida por Fernando Fernán Gómez, protagonizada por Gracita Morales y basada en la obra de teatro homónima del dramaturgo Alfonso Paso.

## Argumento
Laura (Gracita Morales) es una chica madura de clase alta que comprueba con tristeza como todas sus amigas se van casando y ella permanece soltera mientras vive con su madre (Lili Murati), una mujer despótica que la mantiene aislada. Visto que de nada sirven los consejos de su amiga Julia (Rosanna Yanni), ni otras estrategias, decide comprarse un San Antonio, al que pide ayuda con fervor. Sorprendentemente, poco a poco, se le van presentando nada menos que cuatro pretendientes (Manolo Gómez Bur, José Sazatornil ¨Saza¨, Antonio Ozores, José Sacristán) al mismo tiempo. Laura finalmente acaba eligiendo a uno de ellos, pero durante los siete días que restan para la celebración de la boda el variopinto grupo de pretendientes sigue insistiendo en casarse con ella.

## Reparto completo
- Gracita Morales es Laura.
- José Sazatornil es Antonio.
- Rosanna Yanni es Julia.
- Antonio Ozores es Carlos.
- José Sacristán es Pedro 'Periquito'.
- Manolo Gómez Bur es Don Porfirio.
- Julio Carabias es Luis.
- Lili Murati es Eulalia, madre de Laura.
- Ricardo Merino es Esteban.
- Tina Sainz es Rosita.
- Omán de Bengala es Lorenzo.
- Francisco Guijar
- José Guijarro
- Ana Carvajal es Chica de los prismáticos.
- Fernando Bilbao es Julio.
- Bárbara Rey es Marga, la asistenta.[4]